# Instituto de Higiene (Universidad de la República)
El Instituto de Higiene de la Facultad de Medicina, es una institución pública especializada, perteneciente a la Universidad de la República.
Abocado a la enseñanza de grado y posgrado, investigación y extensión en coordinación con otras instituciones nacionales e internacionales que persiguen los mismos fines. Actualmente se desarrolla investigación bajo la concepción integral de la salud humana en interacción con la salud animal y el ambiente con el enfoque de Una Salud.

## Visión
Ser un centro de referencia a nivel nacional en la docencia, investigación y extensión en salud pública en las disciplinas de bacteriología, micología, parasitología y virología

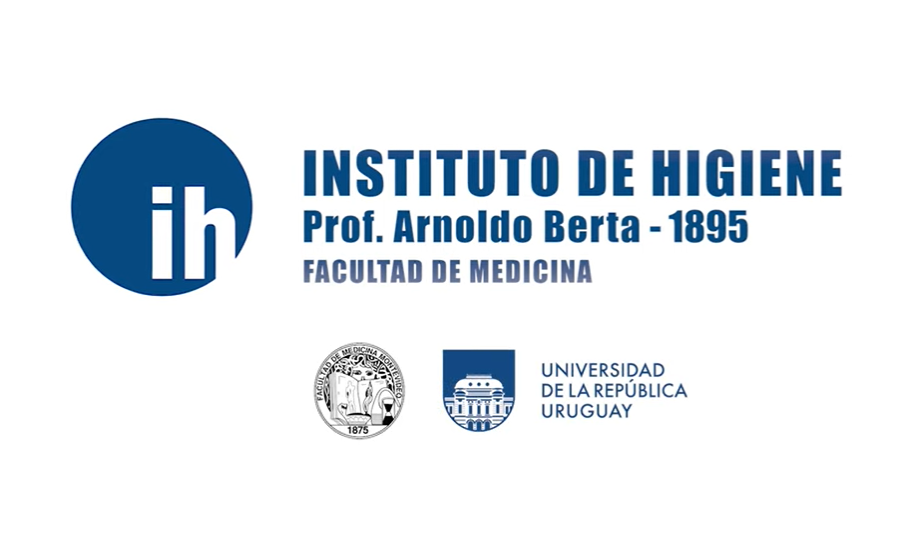
[https://higiene.edu.uy/ Video Institucional

## Historia

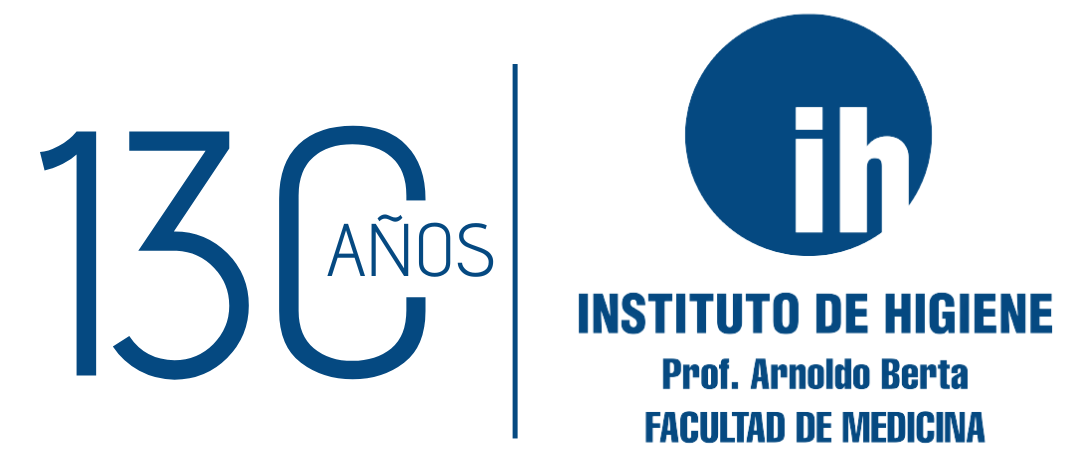
1895-2025

Fue fundado en 1895 mediante la aprobación de la Ley N.º 2313 destinado a cumplir con los fines de la Universidad de la República y de la Facultad de Medicina en la promoción de la salud y la prevención de las enfermedades, al igual que en la docencia en todos los niveles y contenidos de las estructuras docentes que lo integran. Debe asimismo realizar los trabajos de investigación pertinentes, con la finalidad de orientar la resolución de los problemas en salud y de crear conocimiento en la temática específica que pertenece al campo de su competencia, así como la elaboración de productos de origen biológico. 
Tradicionalmente ha actuado en el ámbito de las enfermedades transmisibles.   
El 16 de marzo de 1896, es oficialmente inaugurado el instituto, para tal acontecimiento se realizó una ceremonia inaugural en el local fundacional de las calles Sarandi y Maciel, donde asistieron el Presidente de la República y autoridades universitarias. Oficialmente el Instituto de Higiene, de la Facultad de Medicina de la Universidad de la República quedaba oficialmente inaugurado, significando la inauguración del primer Instituto de Higiene Experimental en Montevideo, pero también el primero de esta naturaleza que se concretó en América Latina y en el Mundo. El primer local del Instituto, fue en la antigua Casa de Ejercicios Espirituales, construida entre los años 1799 y 1830, sede de la Universidad desde su fundación hasta 1885 y donde también funcionaba en ese entonces la primitiva facultad de medicina. El mismo, fue creado sobre la base del Laboratorio de Bacteriología que en 1886 había fundado el Profesor José Arechavaleta. El Rector de entonces, Dr. Alfredo Vásquez Acevedo, calificó el acontecimiento de “fausto y trascendental, que en el orden científico puede considerarse como el más grande la República, después de la fundación de la Universidad”. El Instituto - entonces llamado “de Higiene Experimental”- se instala en la década siguiente a la del descubrimiento de los agentes de muchas enfermedades como: la tifoidea, tuberculosis, cólera, difteria, tétanos; once años después de la inauguración del que fuera luego el Instituto Robert Koch, de Berlín y a ocho años de la del Instituto Pasteur de París.
La ley de creación le asignó cuatro funciones básicas: 
1. impartir la docencia, a nivel superior, de la higiene, la bacteriología y la parasitología;
2. efectuar trabajo de investigación científica relacionados con las citadas disciplinas;
3. producir sueros, vacunas y productos similares de uso humano y veterinario, y
4. efectuar el control de actividad de esos mismos elementos profilácticos y terapéuticos de uso humano que son producidos por casas comerciales y puestas en venta en el país.

La ley de reorganización del 20 de octubre de 1925 es la que otorgó al Instituto su fisonomía definitiva y contribuyó grandemente a acelerar su desarrollo. No sólo le permitió cumplir sus cometidos en forma más completa, sino que a partir de entonces se realizaron investigaciones fundamentales sobre la patología regional y el Instituto se constituyó en un apoyo invalorable para las autoridades sanitarias en su lucha contra las enfermedades transmisibles.  
En 1928 se adquirió un predio para el llamado Servicio Seroterápico,  hoy llamado Campo Experimental, habilitado en 1936 y ubicado en la ciudad de Empalme Olmos. 
Durante cierto tiempo, el instituto funcionó en los edificios con frente a la Facultad de Medicina, en la Aguada. Dichos edificios en la actualidad conforman la sede de la Facultad de Química. En 1940 fue inaugurado el actual edificio del instituto de Higiene, en el Parque Batlle de Montevideo, en lo que hoy comienza a conocerse como el Predio de la Salud (11 hectáreas), espacio físico donde se encuentran emplazados el Comedor Universitario n.º 2, la Facultades de Odontología y Enfermería, el Instituto de Reumatología, el Hospital universitario, el Centro Uruguayo de Imagenología y la Escuela de Tecnología Médica de la Facultad de Medicina. 
En el transcurso de su evolución histórica, el instituto logró el desarrollo en cada una de sus funciones hasta niveles muy destacados. Corresponde subrayar que en las décadas de los años 40, 50 y 60 consolidó la producción de reactivos biológicos, la docencia en epidemiología y microbiología y se transformó en centro de investigación de referencia internacional en bacteriología, micología, parasitología y virología. Adicionalmente se gestaron en su seno la Biblioteca Regional de Medicina, posteriormente asumida por la Organización Panamericana de la Salud (OPS/OMS) y el Departamento de Cinematografía de la Universidad de la República.

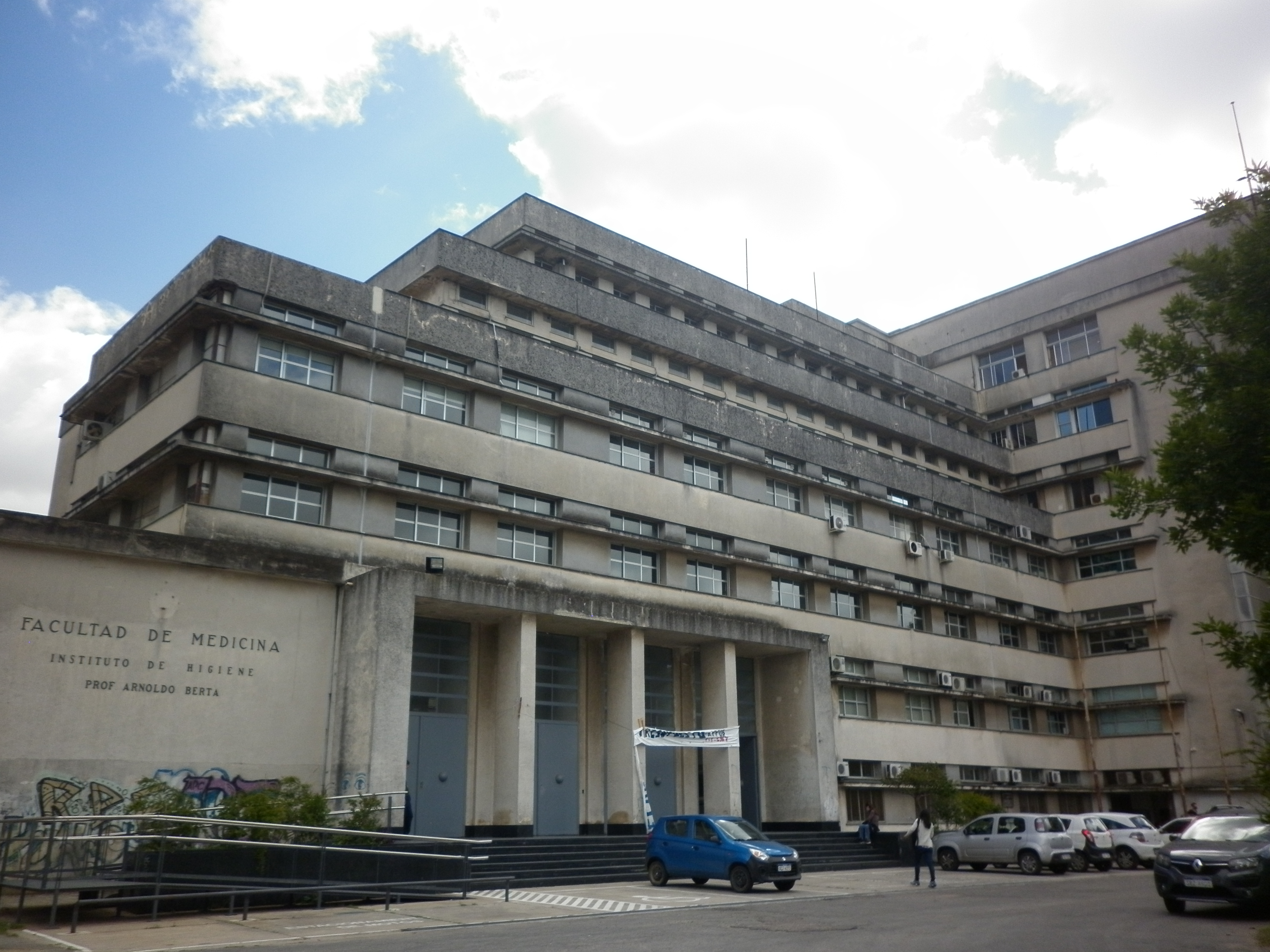
Instituto de Higiene, en el Parque Batlle.

## Ubicación
El Instituto de Higiene se encuentra ubicado en el barrio Parque Batlle en la ciudad de Montevideo en la Avenida Alfredo Navarro 3051.

## Unidades Académicas
En la actualidad funcionan 6 Unidades Académicas.

### Unidad Académica de Bacteriología y Virología
Desarrolla en forma integral las funciones universitarias de enseñanza e investigación en las áreas de la bacteriología y la virología médica humana, en estrecha vinculación con los otros servicios del Instituto de Higiene.[4]
Las principales líneas de investigación en patógenos de interés clínico tanto a nivel humano como veterinario: la microbiología entérica y alimentaria, la zoonosis de relevancia regional. Leptospirosis, epidemiología molecular de la resistencia bacteriana a beta-lactámicos y macrólidos. El estudio virológico de las infecciones agudas bajas en los niños, el desarrollo de preparados inmunizantes para patógenos prevalentes en nuestro medio.
La Unidad actúa como centro de referencia nacional de Leptospirosis desde hace más de 20 años.
Las principales actividades docentes ocurren en los primeros años de la carrera de doctor en Medicina y en la carrera de Obstetra-Partera, Facultad de Medicina.
Se trabaja en colaboraciones y formación de recursos humanos a nivel de Grado y Posgrado con: Ministerio de Salud Pública, Instituto de Investigaciones Biológicas Clemente Estable, Facultad de Química, Facultad de Veterinaria, Facultad de Odontología y Departamentos de Facultad de Medicina, como Depto. de Desarrollo Biotecnológico, Departamento de Laboratorio Clínico, Cátedra de Enfermedades Infecciosas.
En el Laboratorio de Resistencia a Antibióticos (LRA) del Departamento se investiga en bacterias de interés para medicina humana desde hace más de 25 años. Nuestro grupo de trabajo es el principal en aportes de RAM no solo en salud humana, sino también en salud animal a nivel país.   
Se destaca la integración de redes internacionales para el estudio de patógenos como redes latinoamericanas para investigar bacterias de interés (LACER: Latin American Coalition for Escherichia coli Research, STAPHNET SOUTH AMERICA: red de vigilancia genómica de Staphylococcus aureus en Sudamérica).
Convenio marco con el MSP para desarrollo de las capacidades de estudio y caracterización de patógenos de interés en Salud Pública.
Se integran la RED de laboratorios que estudian RAM, que participaron en la elaboración del “Plan Nacional de contención de la RAM de Uruguay”, presentado por el Ministerio de Ganadería, Agricultura y Pesca y conformamos un núcleo interdisciplinario de la UDELAR junto a Facultad de Química, Veterinaria e IIBCE denominado “Abordaje interdisciplinario de la resistencia antimicrobiana en medicina veterinaria”.

#### Cursos de Pregrado
Para estudiantes de carrera de doctor en Medicina y estudiantes de la Escuela Universitaria de Obstetricia.

#### Cursos en carrera de doctor en Medicina
- Ciclo de Bases Científicas de la Patología, Programa Unidad Didáctica 1, Principales agentes de infecciones prevalentes, correspondiente al 4.º año.
- Ciclo de Introducción a Las Ciencias De La Salud, Unidad Curricular Introducción a la biología celular y molecular, Unidad: Microorganismos y Salud humana, correspondiente al 1.er año.
- Ciclo Básico Clínico-Comunitario 6, correspondiente al 3.er año.
- Ciclo Clínico General Integral, Talleres de Farmacología, Antibióticos utilizados en las infecciones prevalentes, correspondiente al 5.º año.

#### Cursos de Postgrado
- Formación de médicos Especialistas en Microbiología

- Contribución a la formación de Especialistas en Infectología

- Cursillo anual de Introducción a la Microbiología Médica, para médicos que inician sus estudios de postgrado, estudiantes que aspiran a cargos docentes, pasantes o graduados de otras áreas.

- Doctorados, Maestrías, Pasantías e Intercambios.

- Programa de Investigaciones Biomédicas, Alfa, Intercampus

### Unidad Académica de Parasitología y Micología
Desarrolla en forma integral las funciones universitarias de enseñanza, investigación, asistencia y extensión en las áreas de la parasitología y la micología médicas humanas, en estrecha vinculación con los otros servicios del Instituto de Higiene.
Es responsable de la enseñanza en el nivel de grado en los cursos del Ciclo de Estructuras y Funciones Alteradas y del Ciclo Clínico Patológico de la carrera de Medicina, así como presta colaboración a carreras de la Escuela Universitaria de Tecnología Médica y a otros cursos de la Facultad de Medicina. En el nivel de postgrado desarrolla el curso de Especialista en Parasitología y participa en los cursos de Especialista en Microbiología y Especialista en Enfermedades Infecciosas de la Escuela de Graduados de la Facultad de Medicina. Asimismo el Departamento constituye un ámbito posible y adecuado para el desarrollo de maestrías y doctorados en las áreas de su competencia. 
En lo asistencial esta Unidad es un centro de referencia nacional, brindando asistencia directa en forma ambulatoria, en los días y horarios detallados, y asesorando y apoyando permanentemente a los servicios públicos y privados del sistema sanitario nacional. Realiza investigación sobre diferentes tópicos de la parasitología y de la micología médicas, con especial énfasis en la epidemiología, la vigilancia y el control de las parasitosis de importancia en la salud pública.

### Unidad Académica de Medicina Preventiva y Social
La Unidad Académica de Medicina Preventiva y Social tiene como objeto de estudio y desarrollo a la salud pública y sus disciplinas afines. Su misión es la formación de recursos humanos con enfoque en la salud colectiva, capaces de analizar problemas de salud y sus determinantes, desarrollar actividades de prevención y control, y evaluar las intervenciones sanitarias.
Participa en la formación de pregrado de los estudiantes de la Facultad de Medicina, la Escuela de Parteras y la Escuela Universitaria de Tecnología Médica. A nivel de posgrado, tiene a cargo los posgrados y residencias médicas de Epidemiología y Administración de Servicios de Salud, los Diplomas en Salud Pública y Gestión de Servicios de Salud, algunos módulos de formación de residentes en Medicina Familiar y Comunitaria y en Enfermedades Infecciosas, y el desarrollo de una maestría en Epidemiología Aplicada a los Servicios de Salud para docentes de UDELAR, acreditada por la Fundación Osvaldo Cruz y la Escuela Nacional de Salud Pública de Brasil.
En relación con su estructura, dispone de dos unidades especializadas: Administración de Servicios de Salud (UDASS) y Sociología de la Salud (USS). En el último tiempo se han consolidado diferentes grupos de estudio, desarrollo e investigación, destacándose entre otros el Grupo de Trabajo Salud, Ambiente y Sociedad por sus actividades de extensión en todo el territorio nacional, y el grupo de Sistemas de Salud por sus actividades de desarrollo de materiales académicos y de divulgación. Se desarrollan cursos de educación permanente sobre metodología de la investigación científica, evaluación de tecnologías sanitarias y manejo del estrés crónico. En agosto de 2021 participó en la organización de la primera Jornada de Epidemiología y Salud Pública del Uruguay.
Forma parte del Grupo Cochrane Iberoamericano, dedicado al desarrollo de revisiones sistemáticas de la literatura científica. También participa en la RESP-AL, la Red de Escuelas y Formadores en Salud Pública de América Latina. Algunos integrantes del Departamento formaron parte del GACH, el Grupo Asesor Científico Honorario que brindó asesoramiento científico a la Presidencia de la República durante la emergencia sanitaria por la pandemia de COVID-19, y de GUIAD-COVID, el Grupo Uruguayo Interdisciplinario de Análisis de Datos de COVID 19.
Se desarrollaron varias líneas de investigación relacionadas con COVID-19 y su impacto sobre la población y los servicios asistenciales, carga global de enfermedad, telemedicina, sistemas de salud y recursos humanos en salud, desarrollo y nutrición infantiles, impacto de los agrotóxicos en la salud de las poblaciones rurales, género, violencia, entre otros.

### Unidad Académica Desarrollo Biotecnológico
Dedicada a la Investigación y Desarrollo en Biotecnología de la Salud Humana y Animal. Se integra, por tanto, por equipos multidisciplinarios que combinan la capacidad de llevar a cabo investigación en áreas como Inmunología, Microbiología, Biología Molecular y Bioinformática, junto con la capacidad para incursionar en áreas aplicadas. Tiene además una fuerte vocación de interacción con la industria biotecnológica como forma de avanzar en nuevos desarrollos y aplicaciones.
Brinda y colabora en cursos de formación tanto de grado como de posgrado. Las principales actividades docentes dirigidas a estudiantes de grado se llevan a cabo en el marco de la carrera de doctor en Medicina, de la Facultad de Medicina. En este contexto se participa en el dictado docente de cursos curriculares del primer trienio de la carrera y se ofrecen cursos optativos para estudiantes más avanzados. A nivel de posgrado se dictan cursos dirigidos a estudiantes de diversos programas de posgrado nacionales (PEDECIBA, Biotecnología, Pro.in.bio), entre ellos destacamos: Aplicaciones de PCR en tiempo real a la investigación, Escuela Regional de Microbiología, Introducción a las Líneas de Comandos, Toxicología de Animales Ponzoñosos. Además, en colaboración con la Cátedra de Dermatología, se dicta el curso Modulación del Sistema Inmune en Dermatología dirigido a médicos realizando su especialización en Dermatología.
Dentro de las principales líneas de investigación se encuentran: 
- Salmonella: epidemiología, patogénesis y posibles estrategias de prevención.
- Inmunología y patogénesis de infecciones respiratorias. Inmunoterapias para su tratamiento.
- Desarrollo de nuevas inmunoterapias contra el cáncer basadas en Salmonella.
- Adyuvantes de vacunación basados en compuestos naturales.
- Desarrollo y optimización de nuevas vacunas veterinarias y métodos de control.
- Laboratorio de Biología Computacional: Genómica comparativa y funcional de patógenos.

En esta Unidad funcionó hasta la década del 80, la División Producción de Vacunas y Sueros, con sus Áreas de Producción y Contralor.
A lo largo de las últimas dos décadas se han establecido convenios y acuerdos de colaboración con la industria biotecnológica tanto nacional como internacional, en particular en el área de desarrollo de nuevas vacunas e inmunoterapias. Igualmente ha participado en numerosos proyectos de investigación académicos en el área específica.
En el marco de la pandemia, esta Unidad volcó buena parte de sus recursos humanos a aportar en distintas tareas. Por un lado, colaboró en el diagnóstico molecular de Sars-Cov 2, aportando horas docentes y equipamientos propios para el diagnóstico por PCR en acuerdo con el laboratorio de Análisis Clínicos del Hospital Universitario, y por otro docentes de nuestra Unidad colaboraron en el desarrollo del test serológico para la detección de anticuerpos específicos contra el virus del Sars-Cov 2. Igualmente se participó como investigadores responsables o colaboradores en varios proyectos de investigación aprobados con fondos nacionales en inmunidad y patogénesis del virus.

### Unidad Académica Laboratorio de Biología Parasitaria (LBP)
Unidad dependiente de la Facultad de Ciencias (FC).
Se dictan cursos de grado y posgrado para las áreas académicas vinculadas a las “Tecnologías y ciencias de la naturaleza y el hábitat” y “Ciencias de la salud”.
Realiza investigación en Parasitología poniendo énfasis en el estudio de los mecanismos de la interacción parásito-hospedador mediante un abordaje multidisciplinario que emplea herramientas bioquímicas, inmunológicas, de biología molecular, entre otras.
Nuestros principales objetivos son:
- El desarrollo de vacunas recombinantes contra fasciolosis en rumiantes.
- Identificación de nuevos blancos moleculares para uso vacunal y/o diagnóstico contra helmintos.
- Desarrollo de una plataforma biotecnológica para aislamiento, estudio y caracterización de vesículas extracelulares (VEs) de interés biomédico.

### Unidad Académica de Inmunología
La Cátedra de Inmunología de la Facultad de Química, que alberga también el Laboratorio de Inmunología de la Facultad de Ciencias funciona en el Instituto de Higiene donde cumple funciones docentes de pre y posgrado; de investigación; de desarrollo y transferencia tecnológica, y de asesoramiento y extensión, en temas vinculados a la materia. 
Cuenta con más de 30 integrantes entre docentes y estudiantes de posgrado. Además de los cursos de grado Inmunología I y II, se dictan cursos electivos y de posgrado, incluyendo: Profundización en inmunología humana, Anticuerpos terapéuticos e inmunoterapias, Inmunología de la reproducción: aspectos básicos y clínicos, y La leche humana y la lactancia: un abordaje interdisciplinario. 
Las principales líneas de investigación incluyen: temas vinculados a la inmunobiología del agente causal de la hidatidosis Echinococcusgranulosus, aspectos básicos de inmunidad innata, estudios de inmunidad innata en peces, inmunología de la reproducción y de la leche materna, desarrollo de tecnología de inmunoensayos y anticuerpos recombinantes. 
Estas actividades dan lugar a numerosos artículos científicos cada año. La cátedra realiza asesoramiento en la materia a las autoridades y prestadores de salud. Entre otras contribuciones ha desarrollado métodos rápidos de detección de cianobacterias que utiliza la IMM y UTE, test de monitoreo de estrés en peces para la industria ictícola, de diagnóstico de la echinococcosis canina que utiliza la Comisión Nacional de Zoonosis, y recientemente ha participado en el desarrollo del test de serología cuali- y cuantitativo para Covid-19.

## Servicios de apoyo

### Campo Experimental
El Servicio Veterinario con sus áreas Bioterios y Campo Experimental da apoyo a estas unidades académicas y otros sectores de la Facultad de Medicina. 
Antecedentes:
El Servicio Seroterápico fue inaugurado en 1936. Inicialmente, el objetivo de su creación fue la producción de antisueros de origen animal, para el control de enfermedades emergentes en la comunidad. Los principales antisueros de uso humano producidos en el servicio originalmente fueron el suero antidiftérico, antitetánico, antipestoso, antiofídico y antimeningocócico. Los avances biomédicos y los cambios generados a lo largo del siglo fueron modificando los cometidos del servicio.
Cometidos:
Brindar asesoramiento y soporte al desarrollo de ensayos experimentales con fines de investigación o docencia en diferentes especies animales, a instituciones públicas o privadas
- Producir reactivos biológicos.

- Brindar apoyo a la evaluación de medicamentos y vacunas de uso humano y veterinario.

- Promover el desarrollo de las Ciencias de Animales de Experimentación.

Ubicación: Canelones – Uruguay, Ruta 82 km 46, paraje Costas de Pando, Teléfono 058 – 22955846.
Instalaciones: La estación posee una extensión de 180 hectáreas, cuenta con un edificio central, galpones e instalaciones para producción y experimentación con conejos, cobayos, bovinos, ovinos y equinos.
Actualmente, se atienden las necesidades de distintos grupos de la Universidad de la República (Instituto de Higiene, Facultad de Medicina, Química y Veterinaria), centros de investigación como el Instituto Clemente Estable y servicios públicos de la administración central como el MSP y el DILAVE-MGAP). Se poseen convenios con la industria para dar soporte a ensayos biológicos empleados en el control de vacunas de uso veterinario.
El servicio cuenta con personal acreditado para el uso y manejo de animales para experimentación con fines de docencia e investigación.

## Departamento de Información y Comunicación
Desde 2023 la antigua sección Biblioteca se transformó en el Departamento de Información y Comunicación comprendiendo 3 diferentes áreas: 
- Información - Biblioteca
- Unidad de Comunicación
- Coordinación de Proyectos institucionales

Información - Biblioteca
Desde el período fundacional la biblioteca tiene como objetivo brindar apoyo e información a funcionarios docentes, no docentes, investigadores y estudiantes. Se apoyan las actividades educativas y de investigación, a través de la provisión de fuentes de información y servicios.
La biblioteca del Instituto de Higiene tiene como objetivo brindar apoyo e información a funcionarios docentes, no docentes, investigadores y estudiantes. Comparte los objetivos de la institución mayor que son.
- Apoyar las actividades educativas y de investigación, a través de la provisión de fuentes de información y servicios.

- Fomentar y apoyar la investigación científica y la enseñanza

- Reunir, procesar y difundir el material bibliográfico.
- Apoyar y articular las actividades del Grupo de Difusión y Visibilidad institucional del Instituto.
- Desde 2020 la Biblioteca del Instituto de Higiene funge además, como Centro de acopio del Sistema Latindex.

Latindex es un Sistema Regional de información en línea para revistas científicas de América Latina, el Caribe, España y Portugal[8] cuya coordinación general está en Universidad Nacional Autónoma de México (UNAM).
Dentro de esta área se llevan a cabo dos grandes proyectos:
Museo y Colecciones del Instituto de Higiene: muestra digital
Tiene como finalidad ser un espacio en el cual se recoge, preserva, disemina y se da visibilidad en forma digital a diferentes colecciones que la integran.
El énfasis está dado en recuperar la memoria institucional a través del rescate de objetos que recreen la identidad y la historia de esta institución con 130 años de existencia. 
Biblioteca de Literatura y Recreación
Se trata de una iniciativa para promover la lectura recreativa entre estudiantes, docentes, funcionarios, investigadores, dirigida también a vecinos de la zona y a toda la comunidad en general.
Se compone de una colección diversa de libros para todos los gustos. Desde novelas y poesía hasta cómics y revistas, incluyendo una sección infantil, habrá algo para cada lector.
Unidad de Comunicación
La Unidad de Comunicación se inicia el 1.º de marzo del 2023 dentro de la estructura del Departamento. 
El objetivo general es realizar la difusión de las actividades, investigación y producción diaria del Instituto de Higiene.
Se comienza a crear, en conjunto con quienes integran la institución, estrategias de comunicación para el fortalecimiento de su comunicación interna y externa; acompañando al crecimiento de la comunicación e imagen institucional, fomentando en el ensamble y construcción de vínculos intrainstitucionales.
Productos comunicacionales
- Boletín de Novedades

Surge de la necesidad de recabar y compartir mensualmente, a nivel interno y externo, información de interés relevante a Campus Parque Batlle |Predio Salud, servicios a fines y público vinculado institucionalmente.
- Ciclo de Memorias

Ciclo de Memorias es un espacio creado desde la Unidad, donde se realizan entrevistas a personalidades destacadas en la historia institucional y disciplinar.
El objetivo del espacio, es reconstruir, a partir del relato, la historia institucional, materializando los discursos en formato de audio y compartiendo el material en el Sitio Web Institucional, boletín de novedades y en las plataformas de YouTube y Spotify.
Ciclo de Memorias se comparte en el Sitio Web Institucional, boletín y en las plataformas de YouTube y Spotify.
- Gestión y generación de contenidos, redes sociales, medios y prensa.

Se realiza el relevamiento diario de contenidos en Instagram, X (twitter) y prensa digital, para compartir la información pertinente o de interés institucional.
En esta línea, se generan contenidos para ambas plataformas.
Como parte del proceso de producción y administración del mail, se recepcionan, procesan y comparten contenidos en esta vía.
- Interacción y agenda de medios.

Creación y desarrollo una agenda de medios y contactos principales institucionales.
- Difusión y Visibilidad.

Se realiza cobertura y co-organización de eventos institucionales, productos gráficos y gestión de banco de imágenes institucionales.
- Construcción de identidad gráfica institucional.

Comprende realización de Manual de Identidad institucional.
Coordinación de Proyectos institucionales
Desde esta área se participa, gestiona, coordina en un rol muy activo en la planificación y ejecución de eventos institucionales en coordinación con docentes de las diferentes unidades académicas.  
Se trabaja en 2 principales grupos de trabajo: 
1.    Grupo de Difusión y Visibilidad. 
Está conformado por representantes docentes de todas las unidades académicas. Biblioteca participa en rol de coordinador junto con un representante docente. El objetivo es trazar estrategias de visibilidad y difusión del Instituto. Se realizan diversas gestiones y acciones anualmente con reuniones periódicas semanales y mensuales, siendo el evento más importante la organización de las Jornadas Institucionales 2024 en el mes de agosto. 
2.    Grupo Áreas Verdes
Está conformado por representantes de Biblioteca, Unidad Académica de Medicina Preventiva, asesora externa exintegrante de IH. 
Se trabaja en reuniones periódicas mensuales. Se realizaron diversas gestiones, como ser: Jornada de Trabajo en el mes de setiembre de 2023 y contactos con Arquitectos de la gestión edilicia de Campus para poder coordinar acciones conectivas en torno a la intervención del entorno verde del edificio. Se participa en eventos como ser: Salud al Parque y Feria Modo Udelar. 

## Enseñanza
Esta actividad desarrollada por los diferentes Departamentos está fuertemente vinculada a la de las respectivas Facultades. A nivel de grado en la carrera de Medicina, en cursos de las Escuelas dependientes de FM (Tecnología Médica Parteras), en la carrera de Química Farmacéutica, licenciaturas de Bioquímica y Biología. De postgrado en las Especialidades de Parasitología, Microbiología, Enfermedades Infecciosas, las maestrías de Epidemiología, Biotecnología, Química y Biología, así como en maestrías y doctorados del PROINBIO. Se participa también, en cursos de grado de la Facultad de Veterinaria y de postgrado de Especialista en Administración de los Servicios de Salud, Salud Ocupacional y otras maestrías y doctorados. Dictado de cursos en licenciatura en Biología Humana, junto a docentes de las Facultades de Medicina, Ciencias y Humanidades entre otros.

## Investigación
Las líneas de trabajo existentes en el Instituto, desarrolladas por los diferentes Departamentos se relacionan fundamentalmente con las Enfermedades Infecciosas, sus agentes causales, el impacto de ellas en la sociedad y estrategias de prevención. Existe una actividad permanente en materia de publicaciones en revistas científicas de los Departamentos de Bacteriología y Virología, Parasitología y Micología, Medicina Preventiva y Social, y Cátedra de Enfermedades Infecciosas. Es habitual que investigadores de diferentes laboratorios participen en un mismo trabajo de investigación, por otra parte, es frecuente utilizar instalaciones y equipos de otros Servicios. Remarcando, de este modo, que la cooperación es fundamental para el desarrollo de las actividades institucionales.
Laboratorio de Salud Pública
A través del convenio celebrado entre la Udelar y el Ministerio de Salud Pública se instala en el Instituto, orientado a la promoción y atención a la salud de la población, la formación de profesionales de la salud y consolidar la relación asistencial, docente y de investigación.